# Лугова (Тугулимський міський округ)
Лугова́ (рос. Луговая) — присілок у складі Тугулимського міського округу Свердловської області.
Населення — 265 осіб (2010, 310 у 2002).
Національний склад станом на 2002 рік: росіяни — 92 %.